# Прободная язва
Прободна́я я́зва (перфоративная) — это возникновение сквозного дефекта в стенке желудка или двенадцатиперстной кишки и вытекание содержимого в брюшную полость.
Всего в России язвенной болезнью страдает около 3 000 000 человек. Частота прободения язв желудка и двенадцатиперстной кишки составляет 10-15 %, при этом у 0,6-5,5 % больных происходят повторные перфорации. На 100 000 человек населения выполняется ежегодно 7,5-13,0 операции, летальность при которых находится в пределах от 5 до 17,9 %.

## Классификация

### По клиническому течению
- Типичная форма — вытекание содержимого в свободную брюшную полость.
- Атипичная форма — дефект прикрыт сальником или соседним органом.

### По патолого-анатомическим признакам
- Прободение острых язв. Острая язва может возникать как осложнение других заболеваний, например инфаркт миокарда, инсульт, при обширных ожогах, приёме некоторых лекарственных средств
- Прободение хронических язв. Является осложнением язвенной болезни

### По локализации прободной язвы
- Язва желудка (передней стенки, задней стенки, малой или большой кривизны).
- Пилородуоденальная язва
- Сочетанная форма (язва и в желудке и в двенадцатиперстной кишке)
- Прободение пептических язв анастомоз

## Клиническая картина
Прободение язвы возникает внезапно, резко возникает сильная боль в эпигастрии, которую многие сравнивают с ударом кинжала ('«кинжальная'» боль). Потом может присоединиться тошнота или рвота, живот приобретает доскообразную форму, лицо заостряется, приобретая черты, которые описывал Гиппократ (лицо Гиппократа). Затем может возникнуть картина «мнимого благополучия» — пациенту становится легче, боль слабеет, лица Гиппократа нет. Несмотря на облегчение, отсутствие жалоб должно насторожить человека, находящегося рядом с пациентом, т. к. эта картина «мнимого благополучия» крайне быстро переходит в диффузный перитонит. После картины «мнимого благополучия» начинает развиваться перитонит — воспаление брюшной полости. Появляется рвота, тошнота, лихорадка, сильная боль в животе. Особенность перитонита, вызываемого прободением, заключается в том, что каждая новая стадия начинается каждые 12 часов, в отличие от «классического», при котором стадии сменяются каждые 24 часа. На последней, терминальной, стадии перитонита лицо Гиппократа возвращается, а также к нему присоединяются: парез кишки, КН, рвота кишечным содержимым («фекальная» рвота), адинамия, спутанность сознания, безболезненность живота, падение температуры.

## Вспомогательные методы исследования
- Рентгенологическое исследование (примерно в 60—70 % случаев можно выявить пневмоперитонеум — воздух в брюшной полости. Чаще под правым куполом диафрагмы).
- Электрогастроэнтерография (позволяет оценить моторно-эвакуационную функцию желудка и двенадцатиперстной кишки)[1].
- Эндоскопическая гастродуоденоскопия.
- Лапароскопия (можно выявить выпот в брюшной полости).
- Общий анализ крови (позволяет выявить увеличение количества лейкоцитов).

## Дифференциальный диагноз
Дифференциальный диагноз проводят со следующими заболеваниями:
- Острый аппендицит
- Острый холецистит
- Перфорация опухоли
- Печёночная колика
- Острый панкреатит
- Мезентериальный тромбоз
- Расслаивающаяся аневризма брюшного отдела аорты
- Почечная колика
- Инфаркт миокарда
- Нижнедолевая пневмония
- Плеврит
- Пневмоторакс

## Лечение

### Ушивание перфоративного отверстия
Показанием к простому ушиванию является:
- Наличие распространенного перитонита
- Высокий операционный риск (пожилой возраст, наличие сопутствующей патологии)
- Молодой возраст больного и отсутствие у него язвенного анамнеза

После операции больным показано лечение противоязвенными препаратами.

### Иссечение язвы
Показано при больших язвах, рубцовой деформации стенки желудка в её области, при подозрении на рак желудка.

### Ушивание перфоративного отверстия в сочетании сселективной проксимальной ваготомией
Является альтернативой длительному медикаментозному лечению. Выполняется только при отсутствии перитонита.

### Стволовая ваготомияс иссечением язвы и выполнениемпилоропластики
Показанием к выполнению данного объёма операции являются:
- Язва передней стенки двенадцатиперстной кишки или пилорического отдела желудка
- Сочетание перфорации с кровотечением, или стенозом, или пенетрацией язвы, при высоком риске выполнения гемигастрэктомии

### Стволовая ваготомияв сочетании сгемигастрэктомией
Показанием к выполнению данной операции является:
- Сочетанная форма язвенной болезни
- Повторное прободение язвы
- Язва желудка